# U 40 (U-Boot, 1939)
U 40 war ein deutsches U-Boot vom Typ IX A, das im Zweiten Weltkrieg von der Kriegsmarine eingesetzt wurde.

## Geschichte
Der Auftrag für das Boot wurde am 29. Juli 1936 an die Werft Deschimag AG Weser in Bremen vergeben. Die Kiellegung erfolgte am 1. Juli 1937, der Stapellauf am 9. November 1938, die Indienststellung unter Kapitänleutnant Werner von Schmidt am 11. Februar 1939.
Von der Indienststellung bis zu seiner Versenkung am 13. Oktober 1939 gehörte das Boot als Einsatz- bzw. Frontboot zur U-Flottille „Hundius“ in Kiel.
U 40 unternahm zwei Feindfahrten, auf denen es keine Schiffe versenkte oder beschädigte.

## Einsatzstatistik

### Erste Feindfahrt
Das Boot lief am 19. August 1939 um 0 Uhr von Wilhelmshaven aus und am 18. September 1939 um 10:00 Uhr wieder dort ein. Auf dieser 30 Tage dauernden und 6.513 sm über und 312 sm unter Wasser langen Unternehmung im Nordatlantik westlich von Irland und bis auf die Höhe von Gibraltar wurden keine Schiffe versenkt oder beschädigt.

### Zweite Feindfahrt
Das Boot lief am 10. Oktober 1939 von Wilhelmshaven aus und lief am 13. Oktober 1939 auf eine Mine und sank. Auf dieser drei Tage dauernden Unternehmung in der Nordsee und dem Ärmelkanal wurden keine Schiffe versenkt oder beschädigt.

## Verbleib
Die letzte Feindfahrt sah den Einsatz vor der spanischen und portugiesischen Küste vor. Da das Boot Wilhelmshaven erst mit Verspätung verließ, entschied sich Kapitänleutnant Barten für eine Abkürzung zu seinem Treffpunkt südwestlich von Irland. Diese Abkürzung war der Ärmelkanal, der von der britischen Royal Navy in den Monaten zuvor stark vermint worden war. Da das Boot erst knapp 3½ Stunden nach Wasserhöchststand die Durchquerung versuchte, waren die Minen schon wieder zu dicht unter der Wasseroberfläche. U 40 lief auf eine solche Mine und sank sofort. Von den 48 Besatzungsmitgliedern gelang es neun, sich durch eine Notausgangsluke am Heck des Bootes zu retten. Mit Hilfe ihrer Notausrüstung (Tauchretter) konnten acht von ihnen sicher an die Wasseroberfläche gelangen; einer starb beim Auftauchvorgang. In den folgenden Stunden starben allerdings fünf der Männer an Unterkühlung. Knapp zehn Stunden nach dem Untergang wurden die drei verbliebenen Seeleute der Boreas aufgenommen und kamen in britische Kriegsgefangenschaft. Dies geschah auf der Position 50° 42′ N, 0° 15′ O im Marine-Planquadrat BF 3238.